# IFRS 17
IFRS 17 er en international regnskabsstandard der blev udgivet af International Accounting Standards Board i maj 2017. Den erstatter IFRS 4 om regnskabsføring af forsikringskontrakter og trådte i kraft d. 1. januar 2023.
Forsikringskontrakter som IFRS 17 finder anvendelse på:
1. de forsikringskontrakter, herunder genforsikringskontrakter, som den udsteder
2. de genforsikringskontrakter, som den indgår, og
3. de investeringskontrakter med elementer af diskretionær deltagelse, som den udsteder, forudsat at virksomheden også udsteder forsikringskontrakter[4]

Under den generelle IFRS 17-model vil forsikringskontraktens forpligtelser blive opgjort som den forventede nutidsværdi af fremtidige forsikringspengestrømme med en hensættelse til ikke-finansiel risiko. Diskonteringsrenten vil afspejle den aktuelle tidsværdi af penge justeret for finansiel risiko. Der vil også være en ny resultatopgørelsespræsentation for forsikringskontrakter, herunder en begrebsmæssig definition af indtægter og yderligere oplysningskrav. 

I Danmark er det vedtaget at forsikringsselskaber skal følge den danske regnskabsbekendtgørelse. Det er ikke et krav at alle forsikringsselskaber skal følge IFRS 17.